# صلیب سرخ چاد
صلیب سرخ چاد(به انگلیسی: Red Cross of Chad) در سال ١٩٨٣ تأسیس گردید. دفتر مرکزی این سازمان در انجامنا، پایتخت چاد واقع شده‌است.